# Agata Zupin
Agata Zupin (Lubiana, 17 marzo 1998) è un'ostacolista slovena.

## Palmarès
| Anno | Manifestazione               | Sede      | Evento      | Risultato  | Prestazione | Note             |
| ---- | ---------------------------- | --------- | ----------- | ---------- | ----------- | ---------------- |
| 2015 | Mondiali allievi             | Cali      | 200 m piani | Batteria   | 25"07       |                  |
| 2016 | Mondiali juniores            | Bydgoszcz | 400 m hs    | Batteria   | 1'02"08     |                  |
| 2017 | Europei juniores             | Grosseto  | 400 m hs    | Argento    | 55"96       | Record nazionale |
| 2017 | Mondiali                     | Londra    | 400 m hs    | Semifinale | 57"05       |                  |
| 2019 | Mediterraneo under 23 indoor | Miramas   | 400 m piani | Bronzo     | 55"83       |                  |
| 2019 | Europei under 23             | Gävle     | 400 m hs    | 5ª         | 56"97       |                  |
| 2022 | Mondiali indoor              | Belgrado  | 4×400 m     | Batteria   | 3'37"08     | Record nazionale |
| 2022 | Giochi del Mediterraneo      | Orano     | 400 m hs    | Finale     | dns         |                  |
| 2022 | Giochi del Mediterraneo      | Orano     | 4×400 m     | Argento    | 3'31"51     |                  |
| 2022 | Mondiali                     | Eugene    | 400 m hs    | Batteria   | 57"12       |                  |
| 2022 | Europei                      | Monaco    | 400 m hs    | Batteria   | 57"42       |                  |
| 2022 | Europei                      | Monaco    | 4x400 m     | Batteria   | 3'31"57     |                  |
| 2023 | Mondiali                     | Budapest  | 400 m hs    | Batteria   | 57"62       |                  |
| 2024 | Europei                      | Roma      | 400 m hs    | Batteria   | 57"83       |                  |